# M-301
La M-301 es una carretera de la Red Principal de la Comunidad de Madrid. Con una longitud de 19,66 km, une la autovía A-4 en Madrid y la M-506 en San Martín de la Vega.

## Historia
En octubre de 2023, la tormenta ocasionada por una dana provocó la crecida del arroyo Culebro, que a su vez destruyó el puente situado en el kilómetro 9,1. El 5 de abril de 2024, fue inaugurado el nuevo puente.

## Trayecto
Esta vía une entre sí los municipios de Madrid, Getafe y San Martín de la Vega.
Hasta el kilómetro 5,100, entre Villaverde y el acceso de la M-50, la carretera cuenta con dos calzadas independientes para cada sentido de circulación, con características propias de una autovía, aunque varios accesos en este tramo son a través de rotondas. Desde el mencionado punto kilométrico en sentido creciente de la numeración la carretera tiene características de una carretera convencional.

## Tráfico
Las cifras de intensidad media diaria (vehículos diarios) que se han registrado en 2023 se detallan en la tabla adjunta:
| KM     | Intensidad media diaria | % Vehículos pesados | Ubicación del P.K. de medición            |
| ------ | ----------------------- | ------------------- | ----------------------------------------- |
| 4,000  | 7155                    | 9,41                | Entre M-45 y M-50                         |
| 5,600  | 4502                    | 12,44               | Entre M-50 y La Marañosa                  |
| 11,100 | 4112                    | 6,32                | Entre La Marañosa y San Martín de la Vega |